# Baltajiya
Un baltajiya, baltagiya, al-Baltaǧiya (en árabeالبلطجية, al-balṭaǧiya), pero también baltaga o baltaǧa (en árabe البلطجة, al-balṭaǧa, del turco baltacı: vigorosos, disciplinados y leales servidores del Imperio Otomano que eran utilizados para mantener el orden) es una palabra del idioma egipcio que originalmente significaba 'sicario', pero que terminó asignando a un matón perteneciente a una banda de malhechores, encargados de golpear a un oponente, principalmente político, consecuente con la lógica de un régimen autoritario.
Bandas no políticas de baltajiyas aparecieron en Egipto en los años 1980. En la década de 1990, la policía egipcia decidió contratarlos, externalizando la coacción política a estos baltajiyas, pagándoles y formándoles para usar la violencia, incluso la sexual. El fenómeno despertó el interés de los medios internacionales durante los enfrentamientos que tuvieron lugar en la Plaza Tahrir durante la Revolución egipcia de 2011. En la tragedia de Puerto Saíd, el 1 de febrero de 2012, testigos acusaron a la policía de permitir a baltajiyas vestidos de civiles entrar en el estadio y no intervenir para detener la violencia.
A finales del siglo XX y el siglo XXI, bandas de baltajiyas son reclutados entre delincuentes y criminales por parte de regímenes autoritarios árabes, generalmente entre hombres y mujeres analfabetas y sin recursos. Estos esquemas son utilizados para fortalecer sus fuerzas policiales en misiones donde se requiere la violencia y para retener el poder.